# 星野茂夫
星野 茂夫（ほしの しげお、1950年11月20日 - 2024年5月16日）は、日本の国土交通官僚。国土交通省航空局次長や海事局長を務めたのちに退官し、社団法人全国通運連盟理事長、JR東日本常勤監査役、JR東日本情報システム取締役会長等を歴任。

## 人物
1973年に一橋大学経済学部を卒業し、運輸省（のち国土交通省）に入省。
2000年国土交通省航空局監理部長に就任。2001年成田国際空港、関西国際空港、中部国際空港の三航空会社に対し示された、空港の建設・整備を特殊法人に、利益の得やすい管理・運営を民間会社に、それぞれ分離するという「上下分離案」につき、航空局監理部長として調整にあたり、同案は「関西国際空港の救済案ではない」との説明を行った。また国際航空需要の伸びが先細りすることはなく、関西国際空港の二期工事も予定通り進めるとの見通しを示した。
2004年には、総合政策局情報管理部長として日露IT会議に参加し、ロシア政府幹部との意見交換を行った。
海事局長を経て、2006年退官。2021年春の叙勲で瑞宝中綬章受章。
2024年5月16日に死去。死没日をもって正四位に叙された。

## 略歴
- 1973年 一橋大学経済学部卒業、運輸省入省
- 1989年 運輸省国際運輸・観光局観光部振興課観光レクリエーション計画室長
- 1991年 運輸省海上技術安全局船舶職員課長
- 1992年 運輸省自動車交通局保障課長
- 1995年 運輸省運輸政策局情報管理部情報企画課長
- 1997年 運輸省運輸政策局貨物流通企画課長
- 1999年 運輸省運輸政策局政策課長
- 2000年 運輸省運輸政策局次長
- 2000年 国土交通省航空局監理部長
- 2002年 国土交通省航空局次長
- 2003年 国土交通省総合政策局情報管理部長
- 2004年 国土交通省海事局次長
- 2005年 国土交通省海事局長
- 2006年 社団法人全国通運連盟理事長、社団法人鉄道貨物協会常務理事（非常勤）
- 2008年 日本自動車ターミナル株式会社代表取締役専務、株式会社ターミナルサービス取締役
- 2011年 東日本旅客鉄道株式会社常勤監査役、公益社団法人日本監査役協会理事
- 2013年 公益社団法人日本監査役協会常任理事[6]
- 2019年 株式会社JR東日本情報システム取締役会長[7]
- 2021年 瑞宝中綬章受章

## 論文
- 「鼎談 世界的職員不足の危機に日本海運は対応できるのか（特集 祝「海の日」）」」（海運（通号 946）、2006年7月）
- 「年頭所感 内航海運の活性化と代建促進に努める」（内航海運. 41（856）、2006年1月）
- 「新春対談 新生内航海運の行方」（海運.（通号 940）、2006年1月）
- 「インタビュー 星野茂夫・新〔国交省〕海事局長に聞く 代替建造促進が重要課題」（内航海運. 40（853）、2005年10月）
- 「物流・特集1 調査委員会・報告--物流再構築の進展と国際海運サービス」海事産業研究所報（通号 407）、2000年5月）
- 「物流・特集1 調査委員会・討論（星野茂夫氏の報告に基づく出席委員、オブザーバーによる意見交換)」海事産業研究所報（通号 407）、2000年5月）
- 「世界の潮流、情報化--いまなぜ物流EDIが必要か（特集 港湾の国際競争力回復のために--ソフト面での課題と現況）」（港湾. 73(8)、1996年8月）
- 「旅行業法の一部を改正する法律--主催旅行に関する規程の整備等、旅行業者の業務運営の適正化を図る（57.4.23公布,法律第33号）」（時の法令（通号 1175）、1983年4月13日）
- 「新経済計画の概要」（トランスポート. 26(7)、1976年7月）